# Capsicum frutescens
Capsicum frutescens es un arbusto de la familia de las solanáceas, una de las cuatro especies cultivadas del género Capsicum, que proporciona varias de las variedades cultivares más picantes de ají.

## Descripción

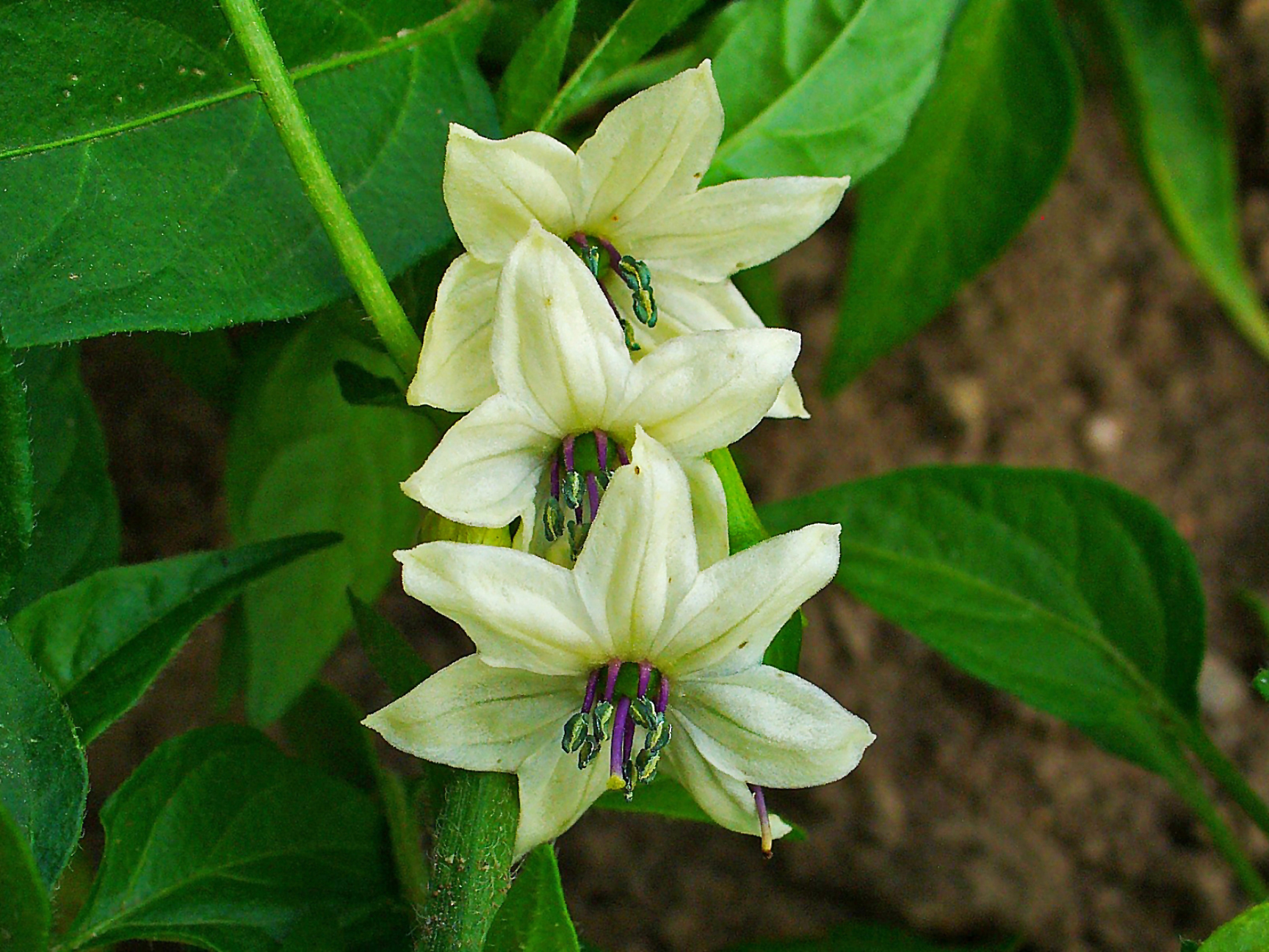
Cultivar «Hidalgo», en floración.

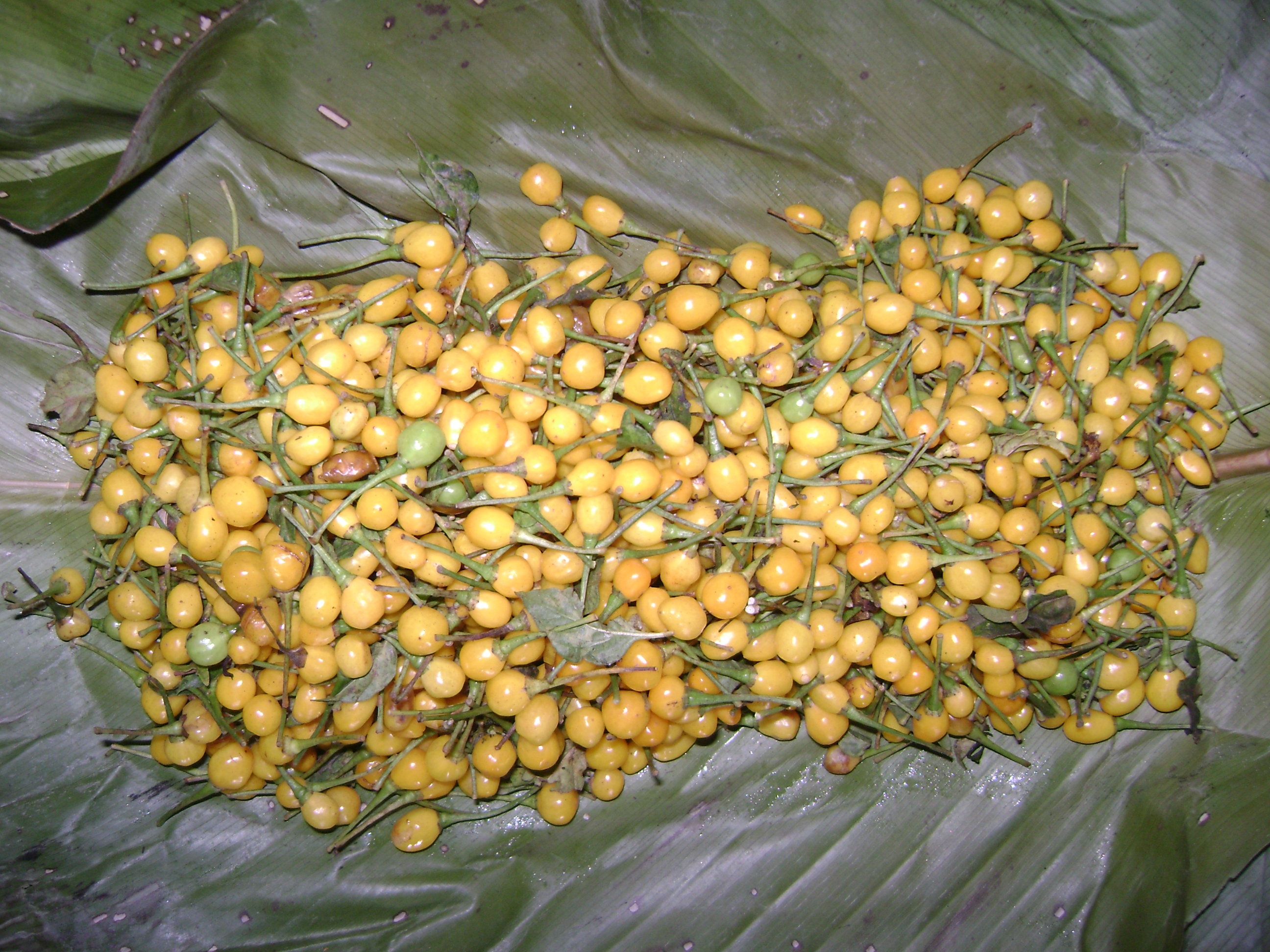
«Ají charapita», sobre una hoja de bijao que le sirve de envoltorio, adquirido en un mercado de Iquitos, Perú.

La planta alcanza el metro de altura, aunque su tamaño varía de acuerdo a la riqueza del suelo y a la temperatura, desarrollándose en mayor grado en climas más cálidos. Presenta un follaje más denso y compacto que otras especies de Capsicum. Las hojas son ovoides, lisas, de color verde bastante claro y miden unos 8 cm de largo. Es habitualmente bienal, aunque puede sobrevivir hasta seis años, pero la producción de frutos disminuye abruptamente con la edad, y se la conserva solo por su valor decorativo.
Las flores son de hábito vertical, y se presentan individualmente. La corola es lisa, de color blanquecino o verdoso. Los frutos, igualmente de porte vertical, son bayas amarillas o verdes, tornándose de color rojo intenso al madurar. De acuerdo al cultivar, miden entre 2 y 5 cm de largo. Se desprenden fácilmente del pedúnculo y así facilitan su dispersión por las aves, que son insensibles a la capsaicina. Una planta vigorosa puede producir más de 120 frutos.

## Distribución
A diferencia de las otras formas domésticas de Capsicum, no se cuenta con evidencia fósil de su existencia en los yacimientos arqueológicos americanos, pero se supone que se desarrolló en Norteamérica sobre todo México, Centroamérica, probablemente en Panamá, difundiéndose paulatinamente por el área del Caribe y el norte de Sudamérica. Se distribuye en Centro y Sudamérica, Guyana Francesa, Guyana, República Dominicana, Surinam, Venezuela, Brasil, Colombia, Ecuador, Perú y Chile.
Los más extensamente cultivados son la brasileña Malagueta, el Peri-Peri africano, el Naga Jolokia o Bih Jolokia asiático y el Tabasco, a partir del cual se produce la salsa del mismo nombre. También, y entre muchos otros, pero más locales: ají Gusanito en Bolivia, ají Chuncho en Perú, ají Charapita en la Amazonia de este último país, Ají Chirere o Chirel en Venezuela, ají Tití/ají Caribe en República Dominicana, chile Dulce en Colombia, chile Picante/Pecante en Brasil, African Devil en África -donde ya se suponía que era derivado del C. annuum, lo que luego se demostró y aceptó- y cultivares sin apellido particular, solo números, en Filipinas y las Islas Salomón (Vanuatu), aunque allí podría ser una forma local del C. chinense.

## Usos
El uso más frecuente de los frutos es en la elaboración de aderezos picantes. Se consumen molidos y secos, macerados en vinagre o fermentados en salmuera, o simplemente frescos. En la selva del Perú, se prepara en una salsa con cocona.
En Venezuela se emplea para la elaboración del ajicero criollo o "picante criollo".

## Nombre común
- Castellano (España): ají charapita (Perú), alegrías, chile, chirel (en Venezuela), chirere, guindilla, miracielos, paprica, tabasco.[4]